# 시청역 (부산)
시청(연제)역(City Hall(Yeonje)Station, 市廳(蓮堤)驛)은 부산광역시 연제구 연산동에 있는 부산 도시철도 1호선의 전철역이다. 인근에 부산광역시청, 부산광역시의회, 부산지방경찰청, 연제구청, 노동부 부산지부, 동남지방통계청이 있다.

## 역사
- 1985년 7월 19일 : 부산 도시철도 1호선 개통과 함께 연제역으로 영업개시.
- 1998년 1월 : 부산광역시청이 이 역 인근으로 이전됨에 따라 시청(연제)역으로 역명 변경[1].

## 역 구조
2면 2선식 상대식 승강장을 갖춘 지하역이며 스크린도어가 설치되어 있다.
- 반대편횡단: 가능

### 승강장
| 양정↑ |
| \| 상 |
| ↓연산 |

| 상행 | ● 부산 도시철도 1호선 | 다대포해수욕장 방면        |
| 하행 | ● 부산 도시철도 1호선 | 연산·동래·부산대·노포 방면 |

## 역 주변
- 부산광역시청
- 부산광역시경찰청
- 부산광역시 상수도 사업본부
- 부산광역시선거관리위원회
- 부산지방노동청
- 국민연금공단 부산지역본부
- 연산로터리
- 동의의료원
- 연산5동행정복지센터

## 역명 유래
역 바로 앞 부산광역시청이 위치하여 명명되었다. 역의 1, 3, 5번 출구로 나가면 접근할 수 있으며, 개통 당시 역명은 연제역(蓮堤驛)으로, 인근의 연산동과 거제동의 동명에서 하나씩 이름을 떼어 명명된 이름이었다. 1998년 1월 20일 부산광역시청이 연산동 1000번지 (중앙로 2001)로 이전하면서 연제역에 시청이라는 부역명을 병기하였지만, 이후부터는 주역명을 시청으로 하고, 부역명을 연제로 하면서 오늘에 이른다. 부산 도시철도 2호선 양산역의 부역명도 시청이지만, 부산광역시청이 아닌 경상남도 양산시청을 가리키기 때문에 관계가 없다.

## 안내 방송
노포행 열차가 양정역을, 다대포해수욕장행 열차가 연산역을 출발한 직후 차내에는 부산광역시청과 부산광역시의회, 부산지방경찰청 방향으로 갈 승객의 하차를 유도하는 안내 방송이 송출된다. 승강장 진입 직전의 안내 방송에는 합창 버전 배경 음악이 함께 송출되는데, 이 노래는 부산시의 시가(市歌)인 부산찬가로, 가수 윤시내 씨가 불렀으나, 2015년부터 부산찬가의 리메이크 버전이 송출되다가 2024년부터 부산 이즈 굿이라는 노레가 나온다.

## 승차량 변동
| 노선  | 승차 인원 | 승차 인원 | 승차 인원 | 승차 인원 | 승차 인원 | 승차 인원 | 승차 인원 | 주 석 |
| 노선  | 2002년    | 2003년    | 2004년    | 2005년    | 2006년    | 2007년    | 2008년    | 주 석 |
| ----- | --------- | --------- | --------- | --------- | --------- | --------- | --------- | ----- |
| 1호선 | 14929     | 13475     | 13094     | 13074     | 11467     | 11278     | 11783     | [ 3 ] |
| 노선  | 2009년    | 2010년    | 2011년    | 2012년    | 2013년    | 2014년    | 2015년    |       |
| 1호선 | 12137     | 12241     | 12861     | 12755     | 13028     | 13504     | 13290     | [ 3 ] |

## 사진

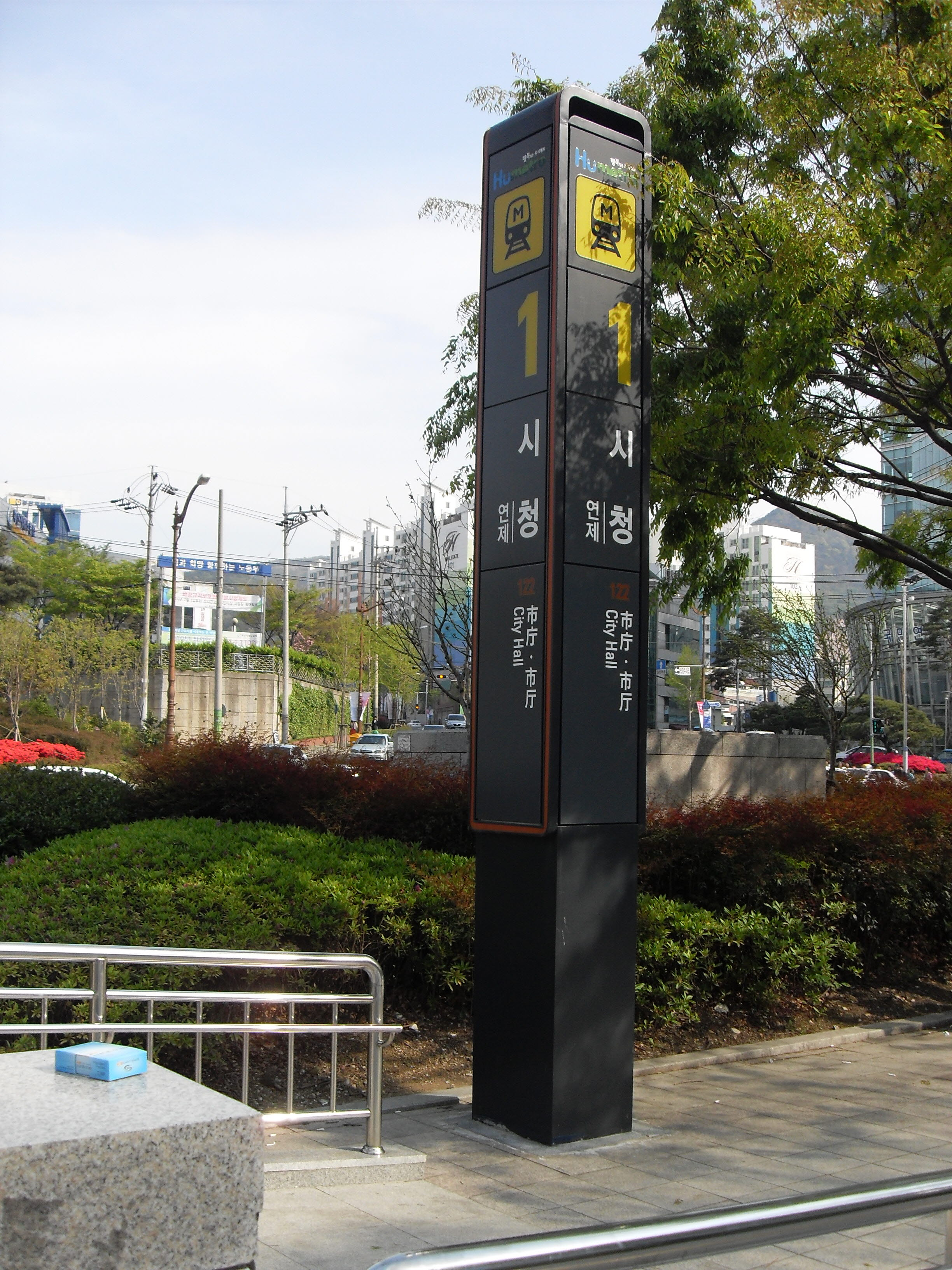
1번출구 폴사인

## 인접한 역
| 부산 도시철도 1호선          | 부산 도시철도 1호선   | 부산 도시철도 1호선 |
| ---------------------------- | --------------------- | ------------------- |
| 121 양정 다대포해수욕장 방면 | ● 부산 도시철도 1호선 | 123 연산 노포 방면  |